# Svartsjön, Tyresta
Svartsjön är en sjö i Haninge kommun i Södermanland som ingår i Tyresåns huvudavrinningsområde. Sjön har en area på 0,0495 kvadratkilometer och ligger 27,1 meter över havet.
Sjön är belägen cirka 800 meter väster om Tyresta nationalpark på Södertörn, söder om Stockholm. Svartsjön ingår i Tyresåns sjösystem och utgör källan till Tyresån som mynnar ut i Drevviken.
Närliggande sjöar är Ramsjön (cirka 200 meter norrut) och Lycksjön (cirka 600 meter åt nordost).

## Delavrinningsområde
Svartsjön ingår i delavrinningsområde (656446-163758) som SMHI kallar för Mynnar i Drevviken. Medelhöjden är 47 meter över havet och ytan är 22,24 kvadratkilometer. Det finns ett avrinningsområde uppströms, och räknas det in blir den ackumulerade arean 25,06 kvadratkilometer. Vattendraget som avvattnar avrinningsområdet har biflödesordning 2, vilket innebär att vattnet flödar genom totalt 2 vattendrag innan det når havet efter 8,2 kilometer. Avrinningsområdet består mestadels av skog (62 procent). Avrinningsområdet har 0,42 kvadratkilometer vattenytor vilket ger det en sjöprocent på 1,5 procent. Bebyggelsen i området täcker en yta av 7,89 kvadratkilometer eller 29 procent av avrinningsområdet.
|  |